# Francouzská Riviéra

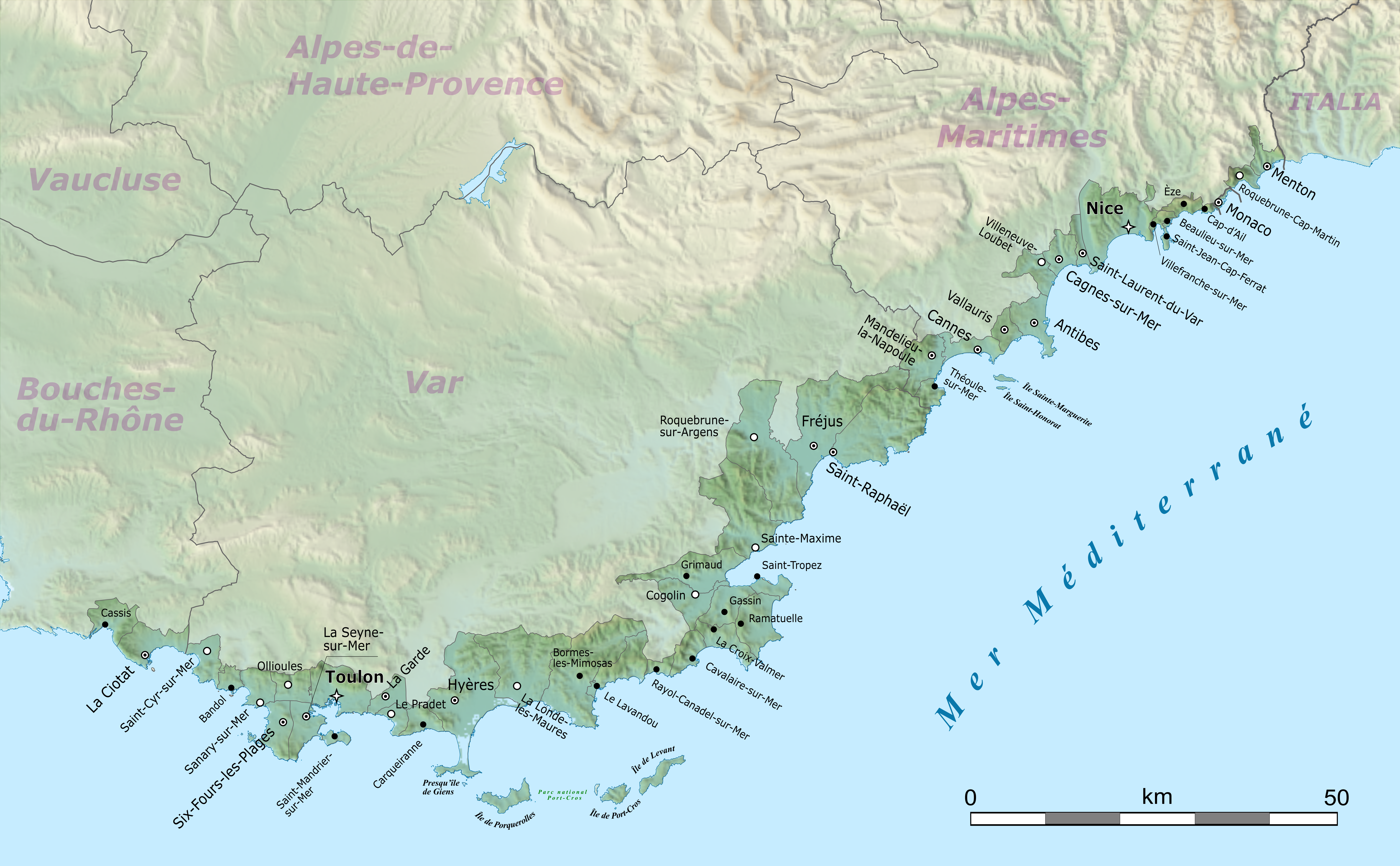
Mapa Azurového pobřeží

Francouzská Riviéra, známá také jako Azurové pobřeží (francouzsky Côte d'Azur), je jedna z nejznámějších rekreačních oblastí na pobřeží Středozemního moře. Nejčastěji je uváděno, že se rozkládá mezi městy Menton poblíž italských hranic a Cassis. Rozkládá se na území departementů Var a Alpes-Maritimes, zčásti též v departementu Bouches-du-Rhône. Ze severu je ohraničen Jižními Alpami, přičemž některé jejich vrcholky přesahují výšku 3 000 metrů nad mořem.
Je ekonomicky třetím nejvýkonnějším regionem Francie. Nejvýznamnějšími městy v tomto regionu s bezmála pěti milióny obyvatel jsou Marseille, Nice, Toulon a Aix-en-Provence.

## Podnebí
Podnebí je mírné a slunečné.

## Obyvatelstvo
Se svými 347 900 obyvateli je Nice největším městem na Azurovém pobřeží. Všeobecně se také považuje za hlavní město Azurového pobřeží. Spolu s mezinárodním letištěm, které je druhou letištní platformou Francie (po letištích v Paříži), je Nice důležitým centrem, přičemž celá aglomerace, tzv. Grand Nice či též Espace urbain Nice-Côte-d'Azur má více než 1 197 000 obyvatel.
Město Toulon v západní části sdružuje 12 obcí a více než 430 000 obyvatel, přičemž tzv. Grand Toulon má více než 564 000 obyvatel.
Hlavními turistickými destinacemi Azurového pobřeží jsou Menton, Monaco, Nice, Antibes-Juan-les-Pins, Cannes, Grasse, Fréjus, Saint-Raphaël, Sainte-Maxime, Saint-Tropez, Le Lavandou a Hyères.

## Původ názvuAzurové pobřeží
Název Azurové pobřeží byl poprvé publikován v knize z roku 1888 La Côte d’azur (Azurové pobřeží) od Stéphena Liégearda, když na něj zapůsobila barva zdejšího moře. Stéphen Liégeard se inspiroval v názvu svého rodného departementu la Côte-d'Or.
Anglofilové častěji než o Azurovém pobřeží mluví o Riviéře, resp. Francouzské Riviéře. Aglomerace, jejímž středem je Menton, nese název Communauté d'agglomération de la Riviera française (Carf) (tj. Aglomerace Francouzská Riviéra), zatímco výraz Azurové pobřeží se častěji spojuje s Nice.
Riviera je původně italský název. Odpovídající původní místní název (niceský a provensálský) je Ribiera. Ve francouzštině se také dlouho používalo Rivière de Gênes a Rivière de Nice, kdy samotné Nice bylo nazýváno Nice de Rivière.

## Turismus
Údaje o turismu z roku 2006 uvádějí následující:
- více než 14 milionů turistů
- 52 % z toho jsou zahraniční turisté
- 65 milionů přenocovalo
- Výdaje turistů: 5 miliard eur
- 75 000 zaměstnanců v turistickém průmyslu představuje 18 % z celkového počtu zaměstnanců v Alpes-Maritimes.
- 500 000 turistů v Haut Pays
- 500 000 účastníků kongresů
- 3 milionů vstupů do muzeí a památek
- více než 45 % turistů přicestovalo letadlem

## Události a festivaly

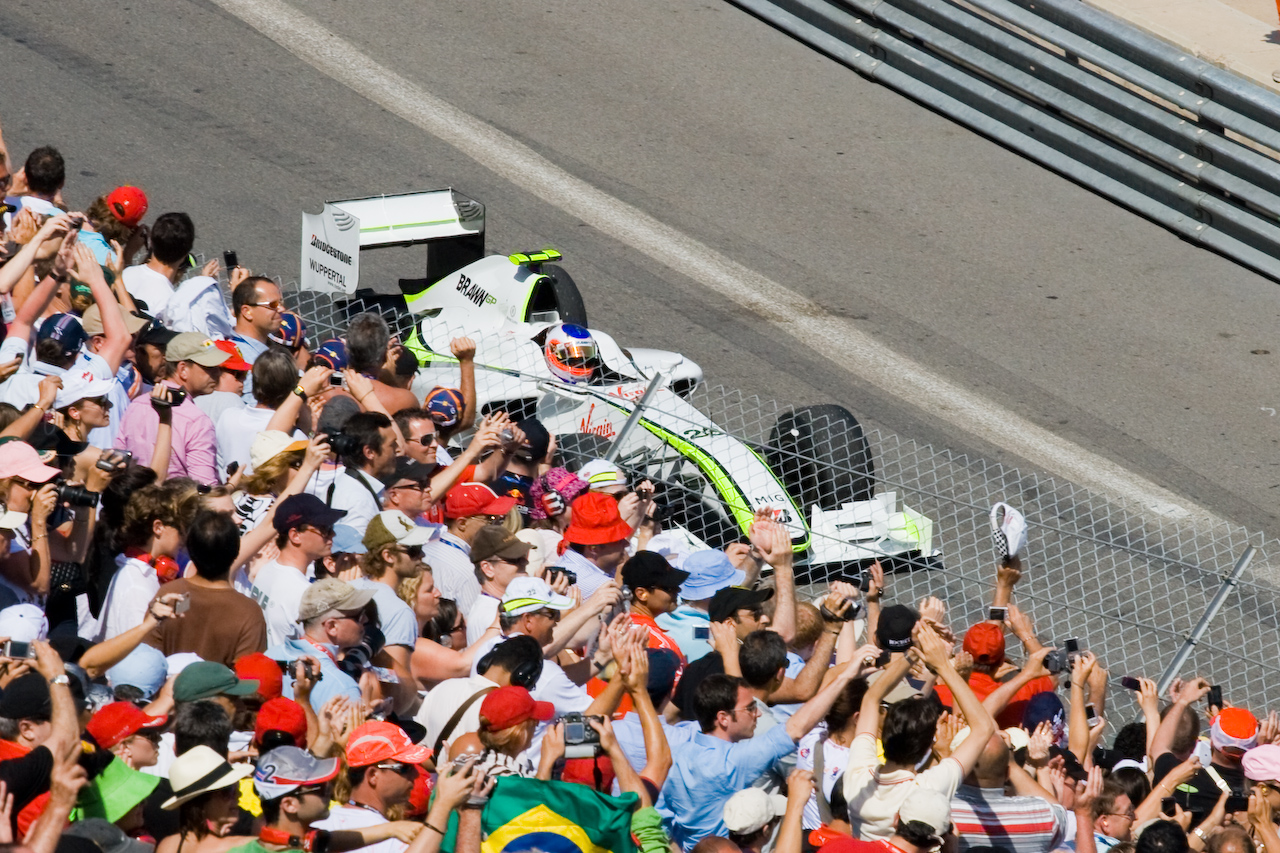
Závod Velké ceny Monaka

Koná se zde několik významných akcí:
- Monako a jihovýchodní Francie: Rallye Monte Carlo, leden
- Monako: Mezinárodní cirkusový festival v Monte Carlu, leden/únor
- Mandelieu-la-Napoule: La Fête du Mimosa, únor
- Nice: Karneval, únor
- Menton: Citronový festival, únor
- Tourrettes-sur-Loup: Fialový festival, březen
- Monako: Monte-Carlo Masters, duben–květen
- Monako: závod Velké ceny Formule 1, květen
- Grasse: Svátek růží, květen
- Cannes: Filmový festival v Cannes a filmový trh v Cannes, květen
- Nice: Jazzový festival, červenec
- Juan-les-Pins: Jazz à Juan, konec července
- Grasse: Jasmínový festival, srpen
- Toulon: Tournoi de Toulon, závod vysokých lodí